# رون بادجيت
رون بادجيت (بالإنجليزية: Ron Padgett)‏ هو مترجم ومؤلف وكاتب وشاعر أمريكي، ولد في 17 يونيو 1942 في تلسا في الولايات المتحدة.

## وصلات خارجية
- الموقع الرسمي
- رون بادجيت على موقع ديسكوغز (الإنجليزية)